# Theodor Paleologu
Theodor Paleologu (født i Bukarest 15. juli 1973) er professor, diplomat og tidligere Kulturminister (2008-2009) fra Rumænien, han startede sin politiske karriere i Partidul Liberal Demokrat som han var valgt ind i Rumæniens parlament i 2008. I begyndelsen af 2014 meldte han sig ind i Partidul Mișcarea Populară. I perioden 2005-2008 var han desuden Rumæniens ambassadør for Danmark og Island. 

## Ungdom og akademiske karriere
Theodor er søn af den rumænske forfatter og kulturpersonlighed Alexandru Paleologu, han har studeret ved École Normale Supérieure i Frankrig og har en grad i filosofi fra Paris 1 Panthéon-Sorbonne, og har taget Ph.D. fra Ludwig Maximilians Universitet i München. Han har undervist som lektor i Boston 1999-2000, i Berlin, og har været "post-doctoral fellow" ved Notre-Dame Universitet, Erasmus instituttet 2001-2002 og ved Harvard 2002-2003, og Deep Springs College.
 Der er for få eller ingen kildehenvisninger i denne artikel, hvilket er et problem. Du kan hjælpe ved at angive troværdige kilder til de påstande, som fremføres i artiklen.